# Адашевская, Марина Константиновна
Марина Константиновна Адаше́вская (4 мая 1927, Ленинград — 21 августа 2022, Санкт-Петербург) — советская и российская актриса театра. Заслуженная артистка России (2003).

## Биография
Родилась 4 мая 1927 года в Ленинграде в семье актёра К. И. Адашевского.
Прожила всю жизнь в Ленинграде (Санкт-Петербурге), за исключением трёх лет в эвакуации в Новосибирске во время Великой Отечественной войны.
В 2019 году награждена Благодарностью Законодательного Собрания Санкт-Петербурга.
Скончалась 21 августа 2022 года в Санкт-Петербурге.

## Личная жизнь
Первый муж — Павел Петрович Панков. Второй брак с актером  БДТ им. Г.А. Товстоногова Евгением Алексеевичем Горюновым. Единственный сын - Алексей Евгеньевич Адашевский (Aleksej Adaschewski) - живёт с семьей в Германии.

## Карьера
В 1947 году окончила студию при БДТ имени М. Горького и была принята в труппу вспомогательного состава. В 1950 году перешла в основную труппу театра, где служила до конца жизни.

### Театральные работы
- «У нас на земле» О. Ф. Берггольц, Г. П. Макогоненко — Зина
- «Снежок» В. А. Любимовой — Марджери
- «Разлом» Б. А. Лавренёва — Горничная
- «Снегурочка» А. Н. Островского — Радушка
- «Любовь Яровая» К. А. Тренёва — Дунька, Махора
- «У нас уже утро» А. Б. Чаковского — рыбачка Надя Цой
- «Яблоневая ветка» В. А. Добровольского и Я. В. Смоляк — Зоя Фоменко
- «Слуга двух господ» К. Гольдони — Смеральдина
- «Строгая девушка» С. И. Алёшина — Дуся
- «Домик на окраине» А. Н. Арбузова — Лена Гаврилова
- «Смерть Пазухина» М. Е. Салтыкова-Щедрина — Мавра
- «Разоблачённый чудотворец» Г. Филдинга — Беатриса
- «Кремлёвские куранты» Н. Ф. Погодина — торговка куклами
- «Идиот» Ф. М. Достоевского — Катя
- «Синьор Марио пишет комедию» А. Николаи — Глория
- «Дали неоглядные» Н. Е. Вирты
- «Трасса» И. М. Дворецкого — Катерина
- «Машенька» А. Н. Афиногенова — Лёля
- «Иркутская история» А. Н. Арбузова  — Нюра
- «Не склонившие головы» Н. Дугласа, Г. Смита
- «Океан» А. П. Штейна — Сослуживица с папиросой
- «Божественная комедия» И. В. Штока
- «Снежная королева» Е. Л. Шварца — Бабушка
- «Горе от ума» А. С. Грибоедова — 6-я княжна; Тугоуховская
- «Фараоны» А. Ф. Коломийца — Ганька
- 1964 — «Поднятая целина» М. А. Шолохова — жительница хутора Гремячий Лог
- 1966 — «Мещане» М. Горького — Степанида
- 1969 — «Король Генрих IV» Шекспира  — трактирщица; Молва
- 1970 — «Третья стража» Г. А. Капралова, С. И. Туманова — Петровна
- 1971 — «Выпьем за Колумба!» Л. А. Жуховицкого — тётя Мотя
- 1972 — «Ханума» А. А. Цагарели — Ануш
- «Я, бабушка, Илико и Илларион» Н. В. Думбадзе —  учительница
- 1976 — «Молодая хозяйка Нискавуори» X. Вуолийоки — Ида
- 1977 — «Тихий Дон» М. А. Шолохова — тётка Аксиньи
- 1977 — «Последний срок» В. Г. Распутина — Варвара
- «Наш городок» Т. Уайлдера — 1-я женщина в зрительном зале
- 1981 — «Кроткая» Ф. М. Достоевского — тётка старшая
- 1984 — «Киноповесть с одним антрактом» А. М. Володина — бабушка Льва Николаевича
- 1985 — «На всякого мудреца довольно простоты» А. Н. Островского — приживалка Турусиной
- 1989 — «Визит старой дамы» Ф. Дюрренматта — 1-я женщина
- «Пиквикский клуб» Ч. Диккенса — миссис Клаппинс
- «Прихоти Марианны» А. де Мюссе — Чиута
- 1997 — «Семейный портрет с посторонним» С. Л. Лобозёрова — Бабка
- «Ромео и Джульетта»  Шекспира — Кормилица
- «Отец» А. Стриндберга — Маргарита
- 2000 — «Дом где разбиваются сердца» Б. Шоу — няня Гинес
- 2009 — «Кошки-мышки» И. Эркеня — Аделаида Бруннер
- 2011 — «Время женщин» Е. Л. Чижова — мать Тони
- 2013 — «Месяц в деревне» И. С. Тургенева — Анна Семёновна Ислаева

### Фильмография
- 1959 — Достигаев и другие — эпизод
- 1964 — Совесть не прощает — Сейне
- 1965 — Страх и отчаяние в Третьей империи — официантка
- 1969 — Вам!
- 1971 — Мещане — Степанида, кухарка
- 1978 — Ханума — бабушка Ануш
- 1986 — БДТ тридцать лет спустя (фильм-спектакль) — зрительница
- 1994 — Русская симфония — эпизод
- 2003 — Как в старом детективе — Кузьминична
- 2003 — Тайны следствия  — гардеробщица
- 2007 — Дюжина правосудия — Людмила Ивановна Самохвалова, пенсионерка, присяжный заседатель
- 2007 — Эра Стрельца — Софья Петровна, мать Ирины